# Curculiònids
Els curculiònids (Curculionidae) són una família de coleòpters polífags de la superfamília dels curculionoïdeus, anomenats vulgarment morruts, corcs, diablons, becuts, etc. És una de les famílies d'animals amb més membres, amb quasi 6.000 gèneres i més de 70.000 espècies (12 vegades més que els mamífers) i constitueixen plagues importants per a l'agricultura i la silvicultura.

## Característiques
Es caracteritzen per la seva llarga probòscide o rostre a l’extrem de la qual hi ha les peces bucals, tot i que algunes espècies de les subfamílies Entiminae, Cossoninae i Scolytinae, el rostre és més aviat curt. Presenten antenes geniculades (doblegades formant un colze) amb l'extrem en forma de maça i, sovint, el primer segment de l’antena encaixa en un solc del rostre. El cos és massiu, generalment petit quan es compara amb altres escarabats. Solen ser de color negre o marró, tot i que, rarament, poden adoptar altres coloracions. Més enllà d'aquestes característiques, els curculiònids tenen una gran diversitat de formes i mides; els adults mesuren des d'1 a 40 mm de longitud.

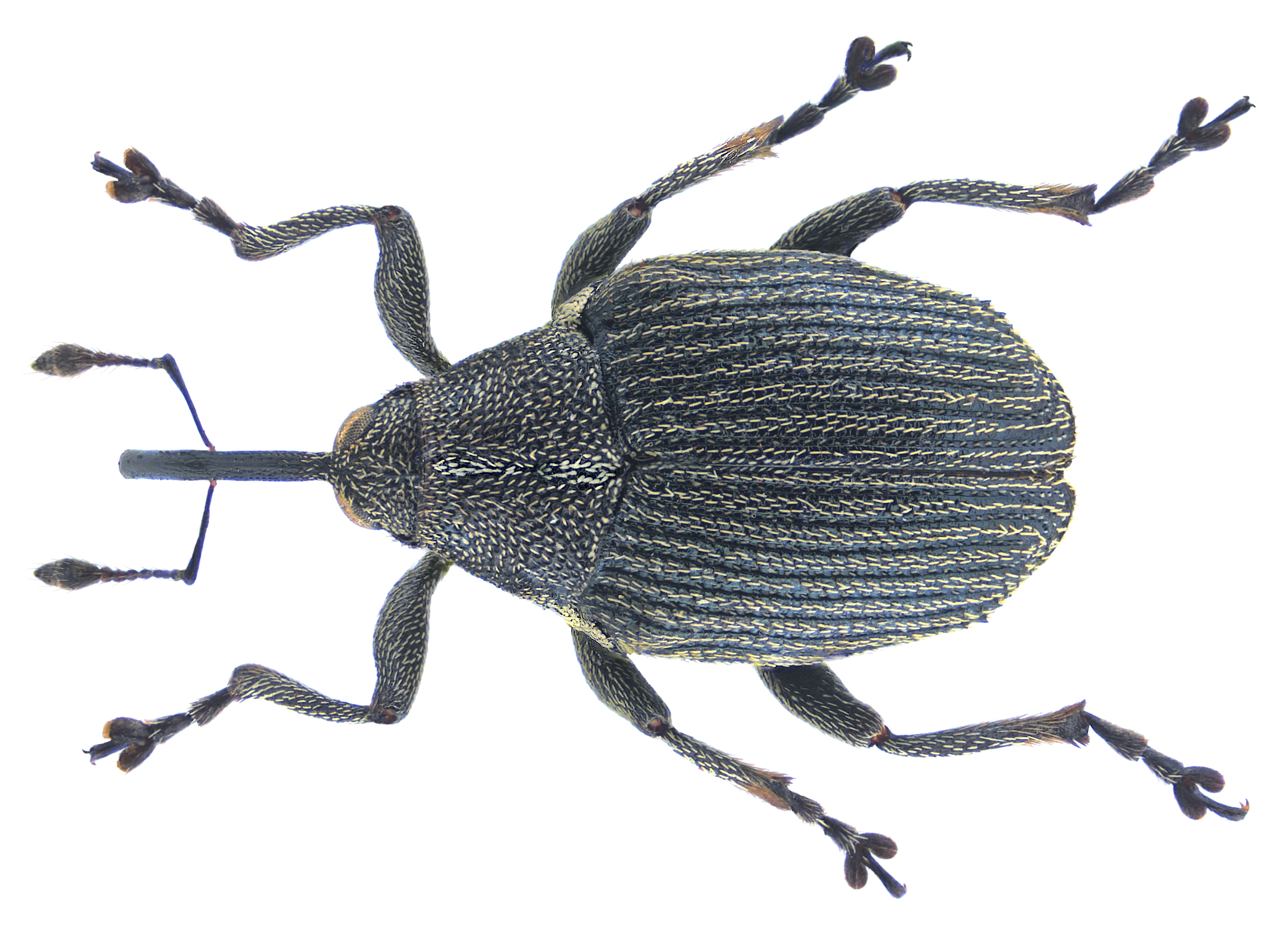
Ceutorhynchus obstrictus. Es pot observar el rostre i les antenes geniculades.

La subfamília Scolytinae, els escarabats de l'escorça, tenen el cap flexionat sense rostre per la qual cosa s'assemblen superficialment als Bostrichiidae.
La majoria d’espècies són sexualment dimòrfiques presentant les femelles un rostre més llarg i fi i la posició de les antenes més basal que els mascles. El llarg rostre és utilitzat per les femelles per ajudar a pondre els ous dins del teixit vegetal. Algunes espècies són àpteres i tenen els èlitres soldats l’un a l’altre.

Les larves dels curculiònids tenen forma de "C", són àpodes i estan lleugerament esclerotitzades. Presenten antenes minúscules i mandíbules robustes, i acostumen a viure dins dels teixits vegetals de diverses plantes de les que s'alimenten, tancades a les arrels, les tiges o les llavors. Algunes espècies poden reproduir-se partenogenèticament.

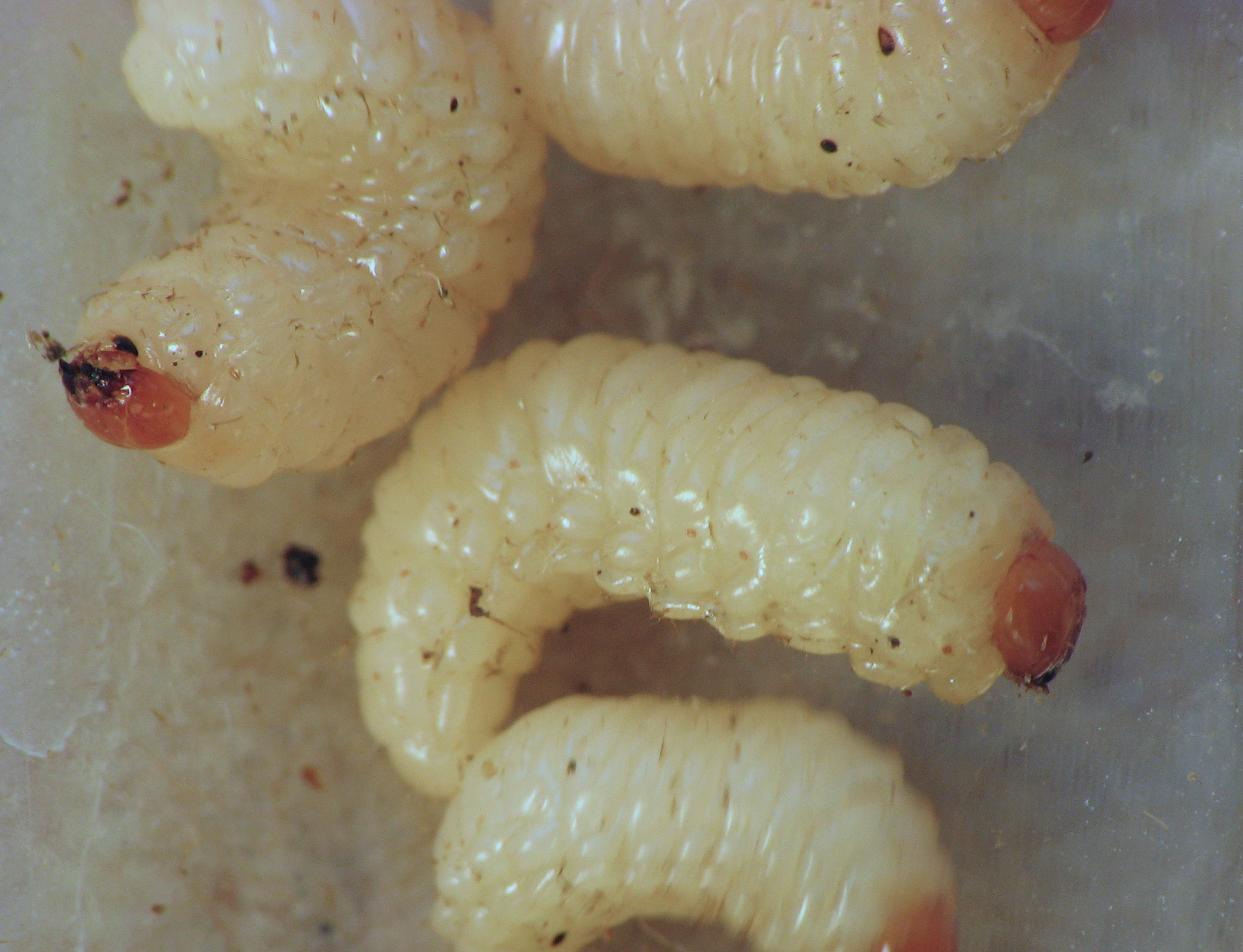
Larva de curculiònid (probablement Curculio sayi).

## Distribució
Són una família cosmopolita i estan especialment representats a latituds tropicals i subtropicals, però es poden arribar a trobar fins als cercles polars, com és el cas de Isochnus articus, que habita a Ellesmere. Es poden trobar en una gran varietat d’hàbitats: boscos, deserts, praderies, zones intermareals, etc. Fins i tot, existeixen múltiples espècies associades a plantes aquàtiques, així que són bones nedadores i tenen una vida principalment aquàtica.
Tenen un alt potencial per colonitzar nous territoris, així que es poden trobar molts endemismes en illes.

## Ecologia
La majoria dels curculiònids són estrictament fitòfags, tant en l’etapa adulta com les larves, i se solen associar amb plantes angiospermes, tot i que també n’hi ha d’associats amb gimnospermes. Molts són barrinadors de la fusta, per exemple moltes espècies dels gèneres Cryptorhynchini, Molytini i Zygopini. En alguns casos conreen fongs d'ambrosia als seus túnels (gènere Platypodinae, tot i que també alguns Scolytinae). Fins i tot n’hi ha que depreden altres insectes. La gran majoria dels corcs són endòfits; els pocs que s'alimenten directament de fulles sovint ho fan com a minadors de fulles.
Com a família, poden associar-se a quasi qualsevol tipus d’espermatòfit, però a nivell d’espècie solen ser molt específics. És comú que els adults s'alimentin poc, a excepció de la subfamília Entiminae, en què els adults són polífags. El més comú és que les larves s'alimentin internament de les tiges i arrels, però algunes larves de les subfamílies Hyperinae i Ceutorhynchinae no són endofítiques, sinó que s'alimenten externament de les fulles i estructures reproductives.
Algunes espècies són importants pol·linitzadors, sobretot de cícades, palmeres i els llinatges més basals de les angiospermes, així que aquests curculiònids poden ser crucials per la supervivència de plantes amenaçades d’aquests grups.

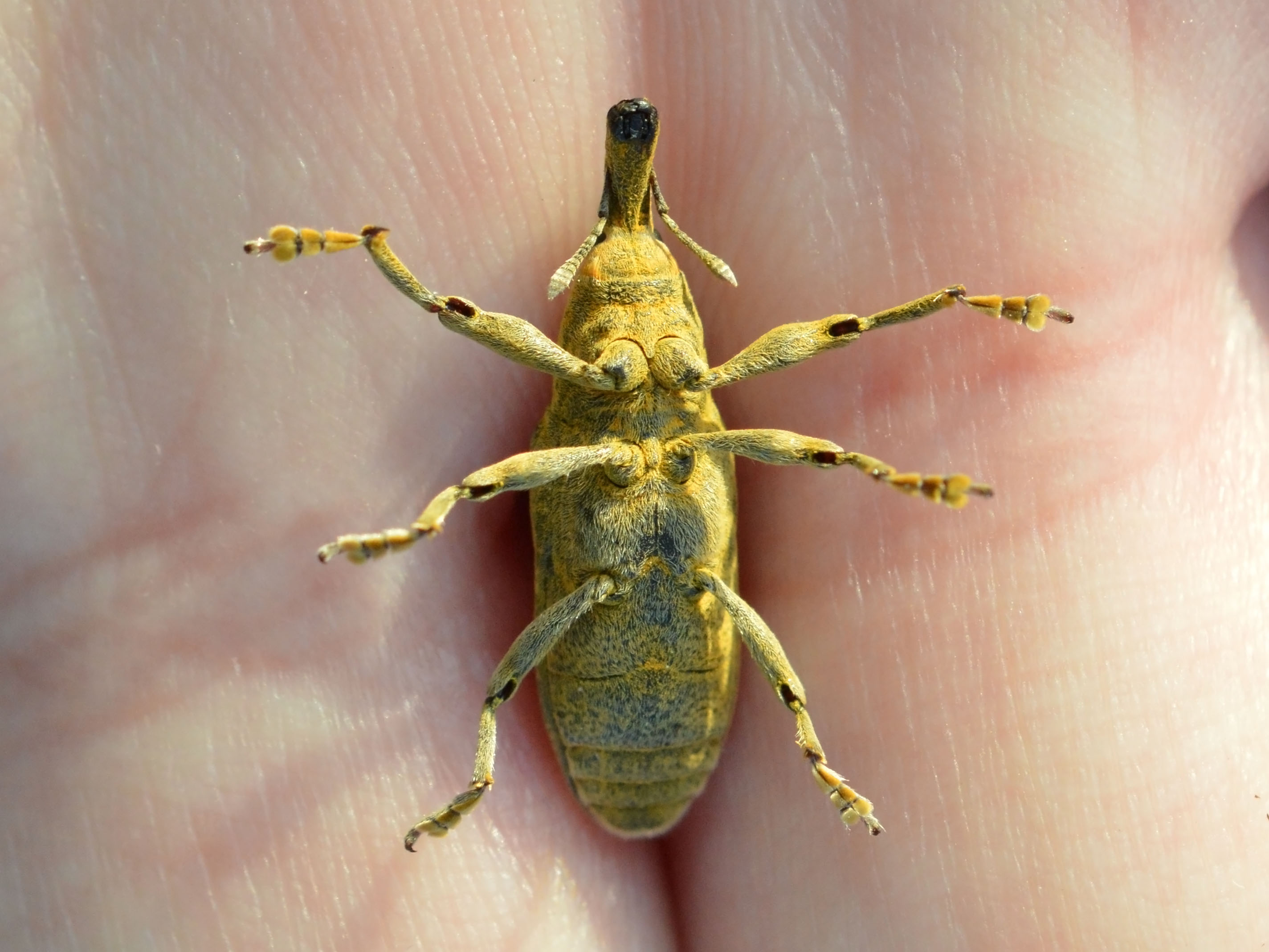
Lixus pulvurulentus practicant la tanatosi.

Un comportament típic d’aquesta família és la tanatosi (fer-se el mort) davant d’una situació de perill. Per aparentar estar morts es col·loquen panxa amunt i estiren les potes perquè el cos quedi rígid i immòbil.

## Reproducció i cicle vital
El mètode reproductiu més comú consisteix en el fet que els adults caven un túnel a l'escorça dels arbres per dipositar els ous per sota d'ella. En algunes espècies només ho fa la femella i en altres rep l'ajuda del mascle. Un cop dins de l'arbre i després d'aparellar-se, les femelles fan un túnel vertical on van dipositant els ous separats a certa distància entre si. D’aquesta manera evita que hi hagi interferència entre les larves al moment d'alimentar-se. Quan emergeixen les larves, a mesura que es van alimentant caven túnels longitudinals allunyant-se del túnel parental i mengen fins que adquireixen la talla adequada per dur a terme la metamorfosi, sortir de l'arbre com a adults i completar el seu cicle de vida.
No totes les espècies ponen els ous dins un tronc, sinó que també n’hi ha que ho fan al sòl o sobre una superfície vegetal. En aquests casos, les femelles compten amb un ovipositor modificat i les larves s'alimenten de les plantes sense ser dins seu.

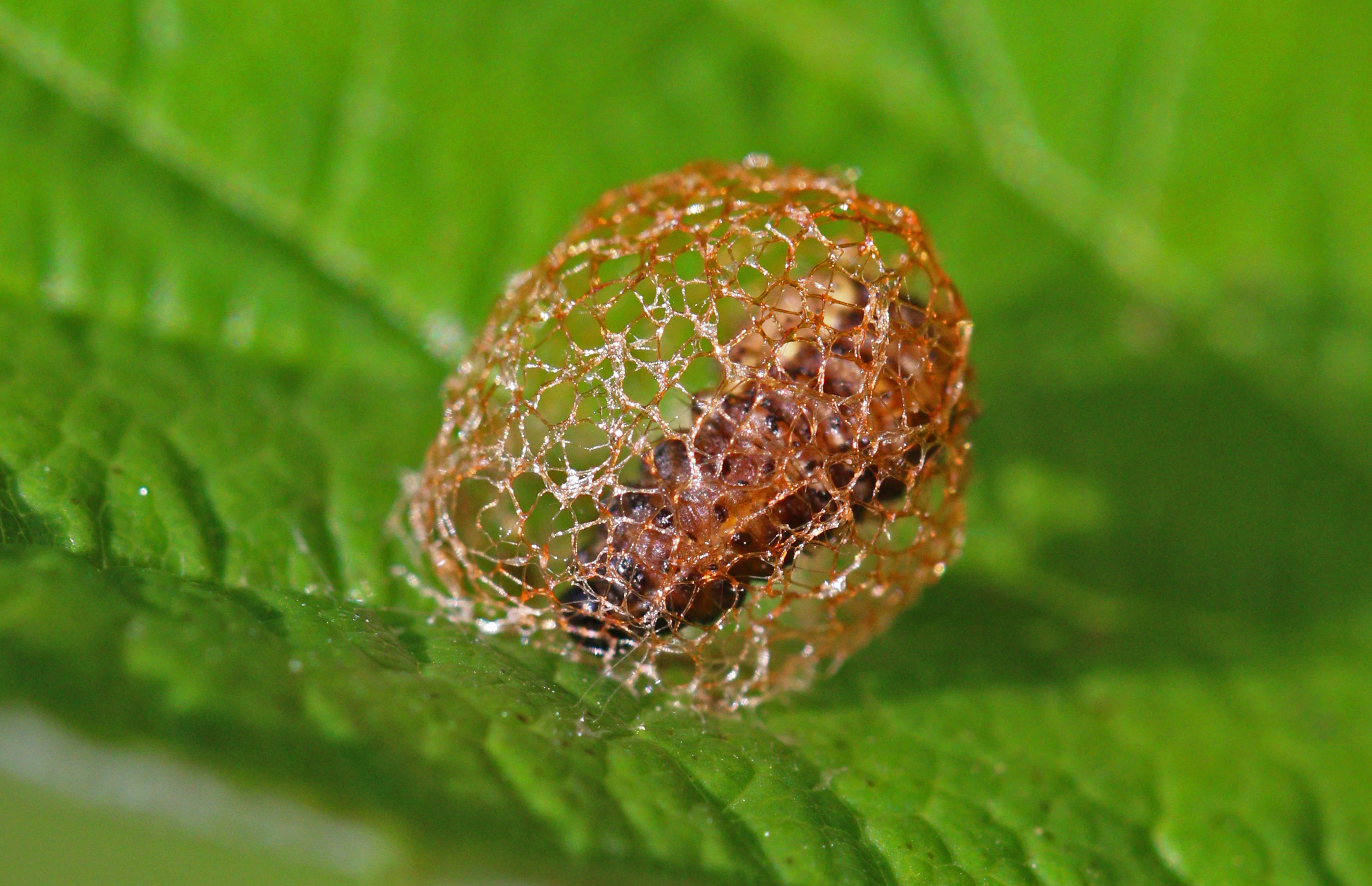
Larva dHypera rumicis construint el capoll.

Els gèneres Hypera i Cionus construeixen un capoll de teixit fluix unit a la planta hoste per fer la metamorfosi.

## Plagues
Moltes espècies esdevenen importants plagues, ja que les larves se solen desenvolupar dins les escorces. Això afecta greument el sector agrari, atès que poden afectar els cultius i els aliments emmagatzemats. Constitueixen una de les plagues que més pèrdues provoca a les collites de gra a escala mundial.
Lixus algirus és una de les espècies més abundants als Països Catalans i viu principalment sobre malves i cardots. Una altra espècie causant de plagues és el morrut de les palmeres (Rhynchophorus ferrugineus).

## Control biològic
El seu gran potencial per esdevenir una plaga sobre espècies vegetals és sovint aprofitat per tal d’eliminar plantes exòtiques.
El 1989 es va citar per primer cop el jacint d’aigua (Pontederia crasspies) al Llac Victòria. Aquesta planta originària de Sud-amèrica va esdevenir invasora ràpidament, així ocupant quasi el 80% de la superfície de la vora del llac. Davant aquesta problemàtica, el 1995 es van alliberar milers d’individus de Neochetina bruchi i Neochetina eichhorniae, que són dues espècies de curculiònids específiques al jacint d’aigua. Això va provocar una eliminació total d’aquesta planta invasora i, com que aquests curculiònids no s'alimenten d'altres espècies, altres plantes no es van veure afectades.

## Fòssils

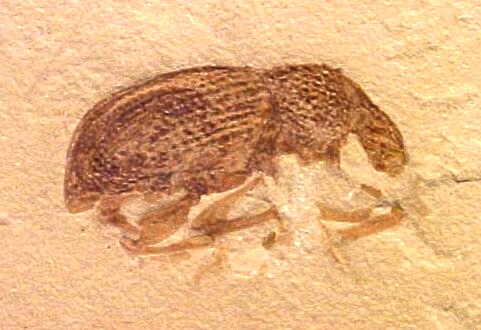
Curculiònid fòssil de l'Eocè.

Gràcies al típic rostre d’aquesta família, són molt fàcils de reconèixer en el registre fòssil. Els fòssils de curculiònids no són una gran ajuda per determinar la filogènia d’aquesta família, ja que molts caràcters emprats per diferenciar les subfamílies no fossilitzen bé. Tot i això, sí que representen una gran eina per entendre com eren els ecosistemes d’Àsia i Amèrica del Nord en un passat pròxim, atès que els curculiònids són molt abundants en els fòssils del Quaternari d’aquests continents.
Araripherhinus monnei és l’espècie fòssil descoberta més antiga d’un curculiònid pertany al Cretaci inferior i es va trobar prop de la població brasilera de Nova Olinda do Norte.

## Taxonomia
La taxonomia d'aquest grup és força complicada. El 1997 es va intentar construir una filogènia basada principalment en les característiques morfològiques de les larves.
S'han arribat a reconèixer fins a 24 subfamílies. Les úniques reconegudes gairebé universalment són Baridinae, Cossoninae, Curculioninae, Cyclominae, Entiminae, Molytinae, Platypodinae i Scolytinae. Aquestes últimes dues subfamílies no es reconeixien com a curculiònids tradicionalment, atès que tenen una morfologia molt modificada que els diferencia mol, així que es consideraven dues famílies independents: Platypodidae i Scolytidae. La inclusió de la subfamília Molytinae dins els curculiònids ha estat especialment qüestionada.
Segons la més actual revisió de les famílies dels coleòpters, els curculiònids inclouen 17 subfamílies:
- Subfamília Curculioninae Latreille, 1802
- Subfamília Bagoinae Thomson, 1859 (nomen protectum)
- Subfamília Baridinae Schönherr, 1836
- Subfamília Ceutorhynchinae Gistel, 1848
- Subfamília Conoderinae Schönherr, 1833
- Subfamília Cossoninae Schönherr, 1825
- Subfamília Cryptorhynchinae Schönherr, 1825
- Subfamília Cyclominae Schönherr, 1826
- Subfamília Entiminae Schönherr, 1823
- Subfamília Hyperinae Marseul, 1863 (1848)
- Subfamília Lixinae Schönherr, 1823
- Subfamília Mesoptiliinae Lacordaire, 1863
- Subfamília Molytinae Schönherr, 1823
- Subfamília Orobitidinae Thomson, 1859
- Subfamília Xiphaspidinae Marshall, 1920
- Subfamília Scolytinae Latreille, 1804
- Subfamília Platypodinae Shuckard, 1839